# Coquiane
Coquiane (en néerlandais : Kokejane) est un hameau, située sur la frontière linguistique belge, qui fait partie de Hérinnes, une commune néerlandophone belge, en Région flamande dans la province du Brabant flamand mais une partie du hameau se trouve dans la commune d'Enghien en région wallonne. Coquiane possède sa propre paroisse.
Coquiane était connu pour son club de jeu de balle qui a arrêté ses activités en 2017 par manque de bénévoles.